# リチャード・J・ケリー
リチャード・ジョン・ケリー（Richard John Kerry、1915年7月28日 - 2000年7月29日）は、アメリカ合衆国の外交官。アメリカ合衆国上院議員、国務長官ジョン・フォーブズ・ケリーの父。

## 経歴
チェコ・ボヘミア地方生まれであるオーストリアのウィーンからのユダヤ系移民フレデリック（フレッド）・ケリー（フリッツ・コーン）とイーダ・ローヴェ（Ida Lowe）の息子としてマサチューセッツ州ブルックラインで生まれた。両親はユダヤ人の生まれで、1900年にコーン (Kohn) からケリー (Kerry) に改姓し、1901年にユダヤ教からカトリックに改宗した（1902年とも）。
フリッツの兄オットーは1887年にカトリックに改宗した（1896年とも）。"ケリー"姓は、アイルランド島の地名で、任意に選んだものとして誤解されている。家族の伝承によると、"フリッツらが、地図を開き、その上に鉛筆を落とした。それがアイルランドのケリー県に落ちたので、ケリー姓となった"。ウィーン郊外の住居地メートリング (Mödling) を1896年に発ち、フレッドとイダと息子エリックは1905年にシカゴに移住し、最終的には1915年にブルックラインに引っ越した。 
フリッツは1873年にオーストリア＝ハンガリー帝国領シレジア（現在のチェコ北東部）のベニシュ (Bennisch) に、モラヴィア地方をルーツに持ったベネディクト・コーン (Benedikt Kohn) とマティルダ (Mathilde) との間の子として生まれ、靴商人として成功し、繁栄した。妻と子供リチャードとミルドレッドと一緒に、1921年秋から10月21日までヨーロッパに旅行する余裕ができた。数週間後の11月15日に、家族に遺書を残し、 11月23日に、ボストンのフェアモント・コプリー・プラザ・ホテルの洗面所で、拳銃で頭を撃ち抜き、自殺した。この事件はボストンの全ての新聞の一面を飾った。その動機はひどい気管支喘息に関連する健康上の問題と報道されたが、現在は孫娘ナンシーStockslagerによる"He had made three fortunes and when he had lost the third fortune, he couldn't face it anymore.","according to granddaughter Nancy Stockslager."という経済的問題と言われる。
息子ジョン・ケリーは父方の祖父はオーストリア出身だと知っていたが、The Boston Globeに知らされるまで、祖父がユダヤ人であったために改名し、母イーダの兄オットーと妹イェニーは強制収容所で死亡したとは知らなかったと述べている。
フィリップス・アカデミーに入学し、1937年にイェール大学を卒業、1940年にハーバード・ロー・スクールで法律の学位を取得した。1938年にフランス系とアイルランド系の血を引くローズマリー・フォーブス・ケリーと出会い、アメリカ陸軍航空隊士官候補生だった1941年2月8日、モンゴメリーで結婚した。マーガレット（1941年生）、ジョン・ケリー、ダイアナ（1947年生）、キャメロン・ケリーの4人の子供がいた。
第二次世界大戦ではアメリカ陸軍航空隊に入隊し、テストパイロットに志願した。DC-3やB-29に乗り込んだが、結核となり、除隊した。コロラド州で療養後、マサチューセッツ州に戻ってすぐ、弁護士補となった。1949年、ワシントンD.C.に引っ越し、アメリカ合衆国海軍省の顧問弁護士事務所で働いた。
外務省に入省し、外交官としてドイツ、ノルウェーで大使を務めた。国連総務局で弁護士を務めた 。
1990年にThe Star Spangled Mirror: America's Image of Itself and the Worldを執筆した。
退職後は、航海に情熱を傾け、幾度と大西洋横断やニューイングランドやノバスコシア州沿岸単独航海を行った。
2000年7月29日、前立腺癌による合併症により、ボストンのマサチューセッツ総合病院で死亡し、マウントオーバーン墓地に埋葬された。